# Bałtyckie festiwale pieśni

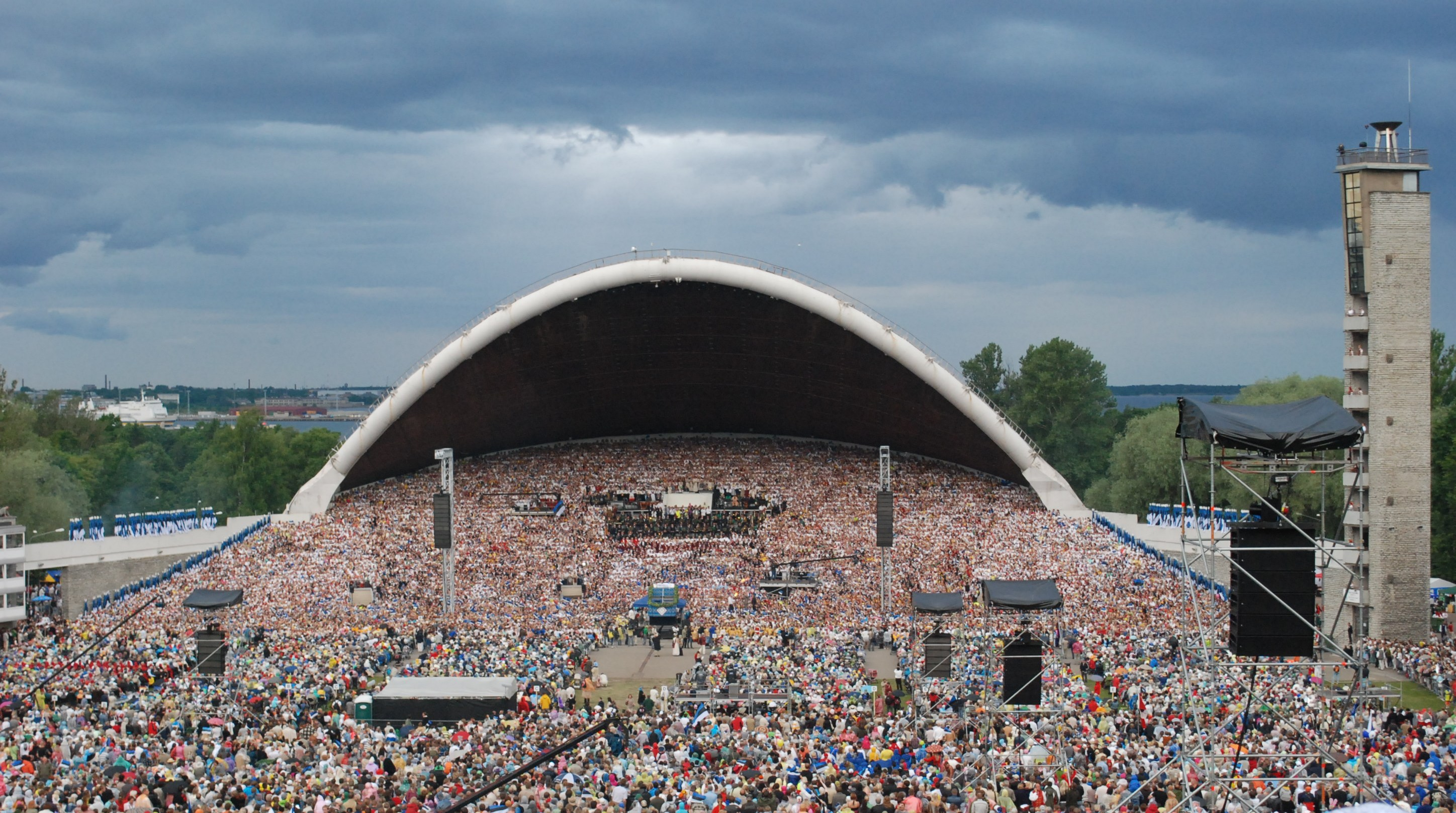
XXV Festiwal Pieśni w Estonii, Tallinn, 2009

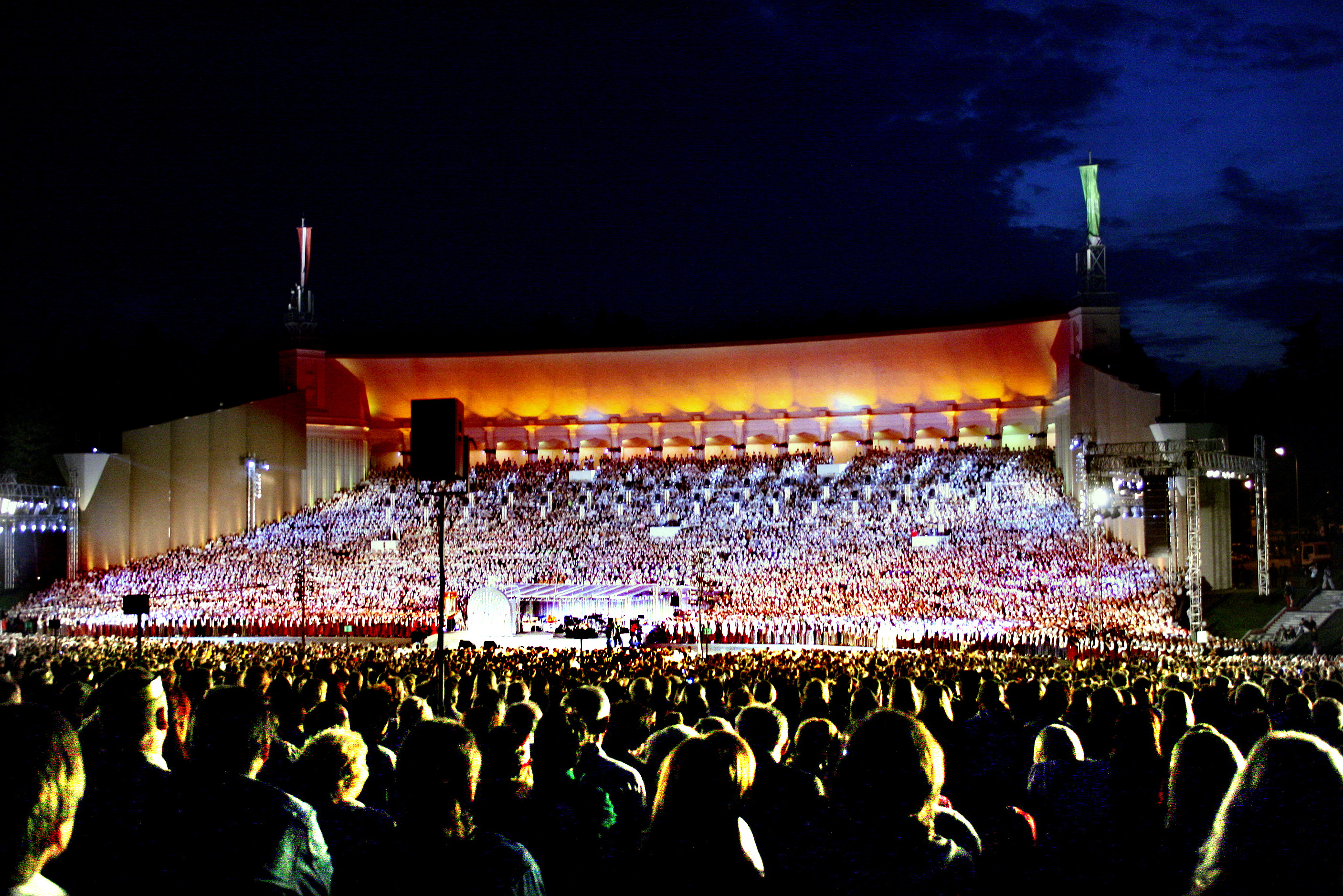
XXIV Festiwal Pieśni na Łotwie, Ryga, 2008

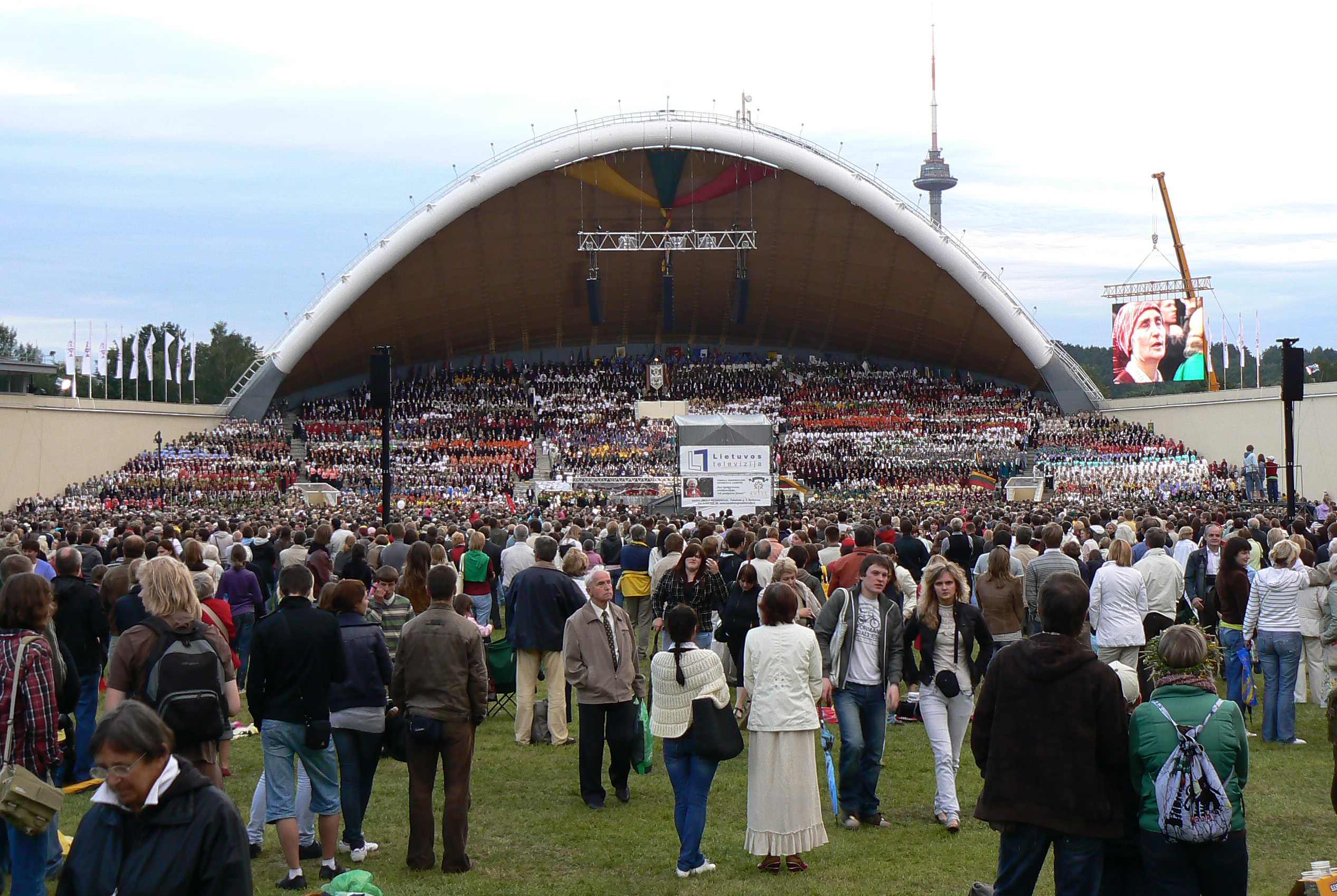
XVI Festiwal Pieśni na Litwie, Wilno, 2009

Festiwal Pieśni i Tańca Bałtyku (est. laulupidu, łot. Dziesmu svētki, lit. Dainų šventė) – tradycyjne festiwale pieśni i tańca w krajach bałtyckich o charakterze masowym, organizowane co pięć lat na Łotwie i w Estonii i co cztery na Litwie.
W 2003 bałtyckie festiwale pieśni zostały proklamowane arcydziełem ustnego i niematerialnego dziedzictwa ludzkości, a w 2008 wpisane na listę niematerialnego dziedzictwa UNESCO.

## Opis
Festiwale pieśni i tańca organizowane są co pięć lat w Estonii i na Łotwie, a co cztery lata na Litwie. Biorą w nich udział amatorskie zespoły, chóry i grupy taneczne wykonujące repertuar od tradycyjnych pieśni ludowych do utworów współczesnych. Festiwale trwają kilka dni i występuje na nich 30–40 tys. artystów.
Pierwszy Estoński Festiwal Pieśni i Tańca został zorganizowany w Dorpacie w 1869, a na Łotwie w 1873 w Rydze. Festiwale te były zainspirowane działalnością niemieckich stowarzyszeń chóralnych w latach 30. i 40. XIX wieku. Pierwszy festiwal na Litwie odbył się w 1924 w Kownie.
Święta pieśni odegrały istotną rolę w odrodzeniu narodowym w krajach bałtyckich. Po uzyskaniu niepodległości od Rosji (Łotwa i Litwa w 1918, a Estonia w 1920) podczas festiwali chętnie manifestowano bałtycką odrębność kulturową. Po aneksji przez ZSRR w 1945 festiwale zostały podporządkowane obowiązującej linii komunistycznej. W latach 80. XX wieku stały się one ważnym elementem dla ruchu niepodległościowego i śpiewającej rewolucji.